# Heliosciurus
Heliosciurus là một chi động vật có vú trong họ Sóc, bộ Gặm nhấm. Chi này được Trouessart miêu tả năm 1880. Loài điển hình của chi này là Heliosciurus gambianus Ogilby, 1835.

## Hình ảnh

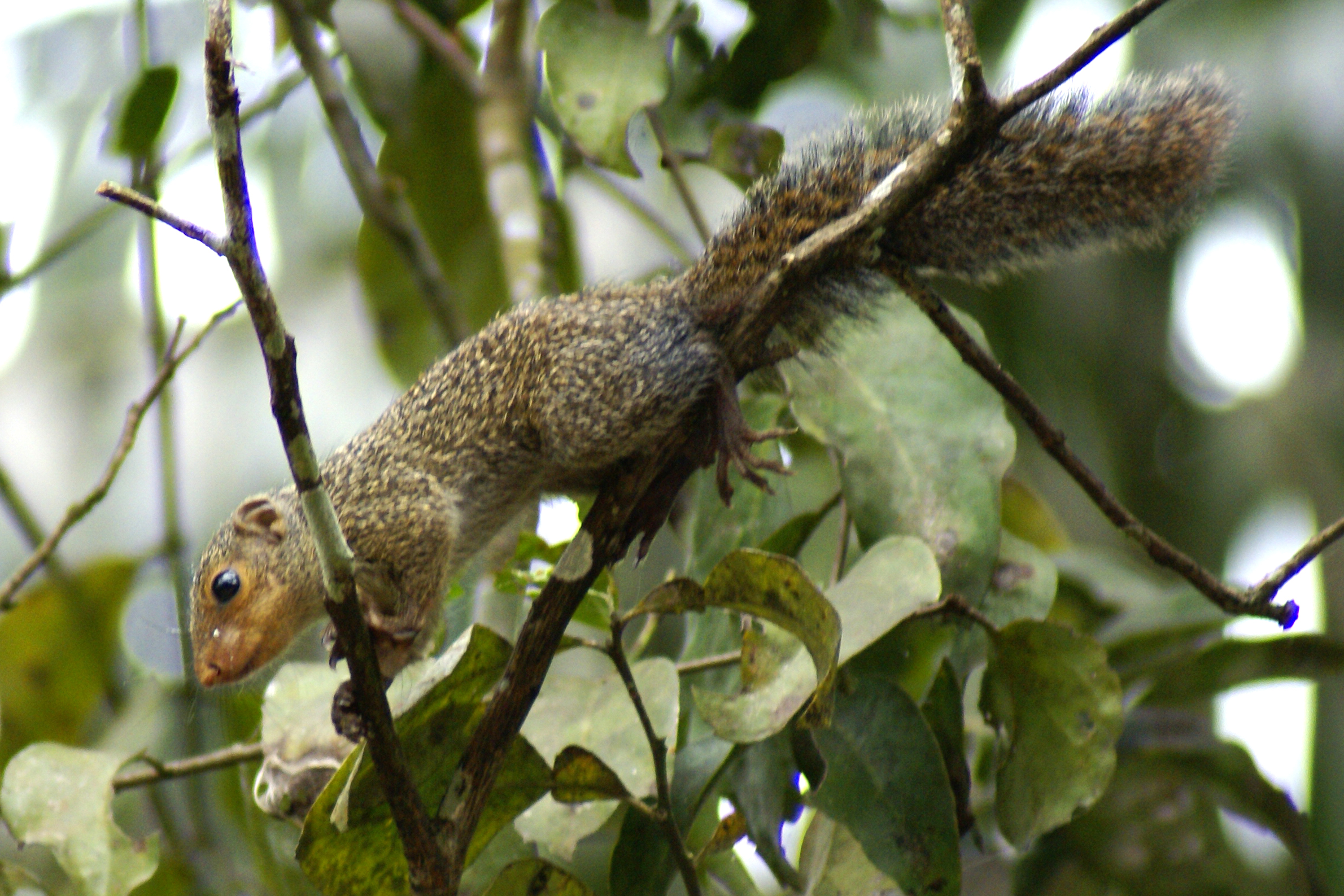
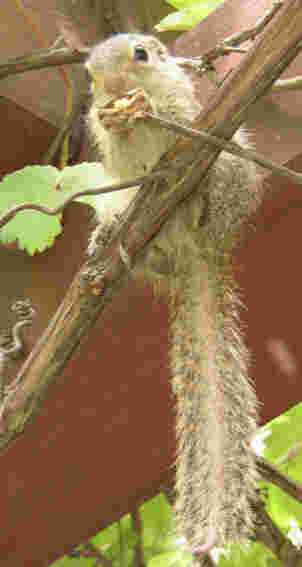
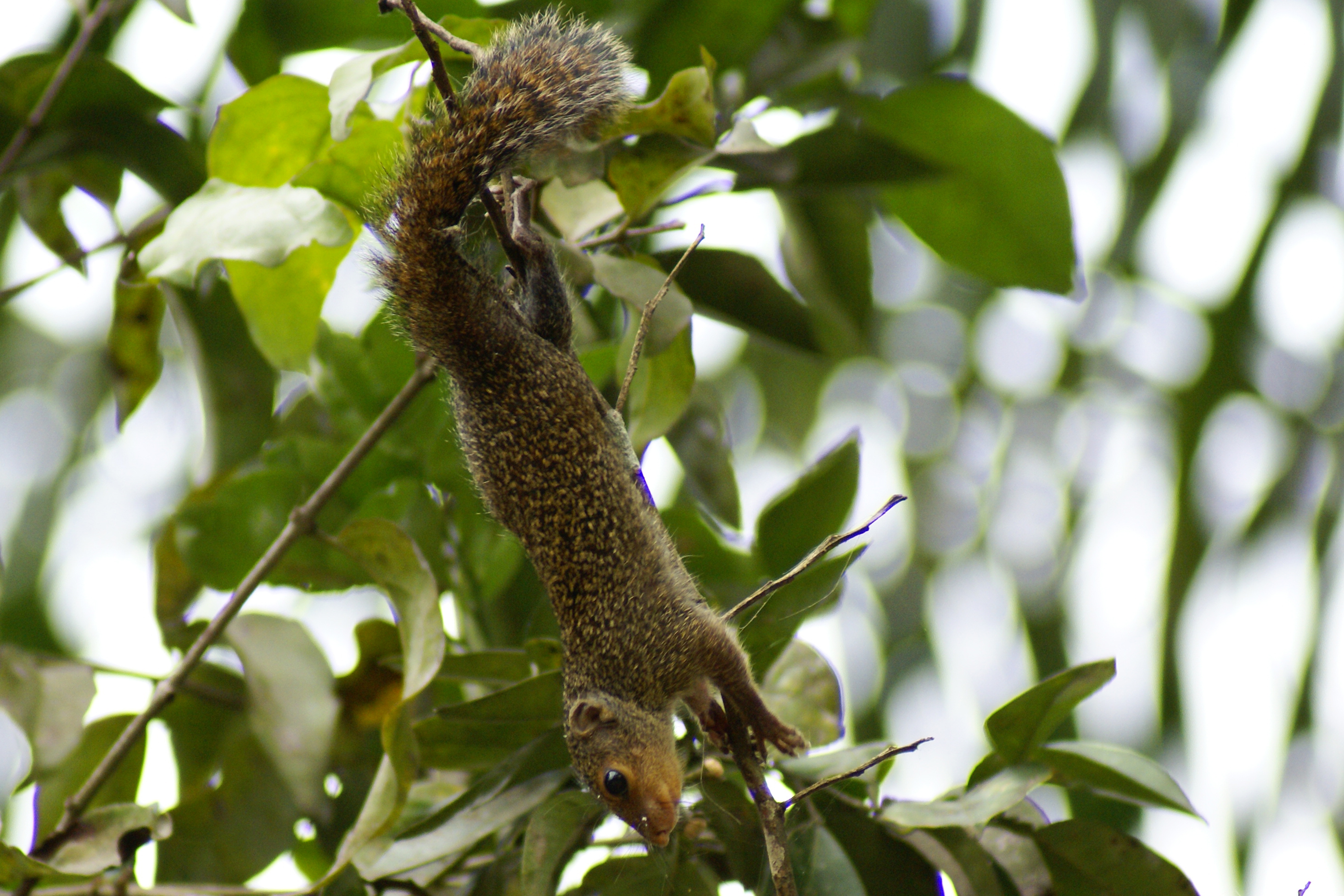

## Các loài
Chi này gồm 6 loài.
- Heliosciurus gambianus
- Heliosciurus mutabilis
- Heliosciurus punctatus
- Heliosciurus rufobrachium
- Heliosciurus ruwenzorii
- Heliosciurus undulatus